# Elecciones municipales de Guayaquil de 1978
Las Elecciones municipales de Guayaquil de 1978, las primeras desde 1970, resultaron en la sorpresiva elección del periodista de radio y televisión Antonio Hanna Musse, hermano de José Hanna Musse, director del APRE, partido populista llamado anteriormente Partido Nacional Guevarista, escisión de la facción Guevarista del CFP, siendo su principal contendor Aquíles Rodríguez Vanegas por el CFP. 
Hann ganó el voto popular debido a su popularidad en la ciudad y a nivel nacional por su programa televisivo "La Calle lo Contó", siendo además parte de la coalición Frente Nacional Constitucionalista que apoyaba a la candidatura presidencial de Sixto Durán Ballén. Originalmente, el CFP iba a candidatear a Jaime Roldós para la alcaldía, pero al ser inhabilitado Assad Bucaram, se lo escogió como candidato presidencial.
Fuentes: 